# Salts als Jocs Olímpics d'estiu de 1984
Als Jocs Olímpics d'Estiu de 1984 celebrats a la ciutat de Los Angeles (Estats Units d'Amèrica) es disputaren quatre proves de salts, dues en categoria masculina i dues en categoria femenina. La competició es desenvolupà entre els dies 5 i 12 d'agost de 1984 a la Piscina Olímpica McDonald's de la Universitat del Sur de Califòrnia.

## Comitès participants
Hi participaren un total de 80 saltadors, 45 homes i 35 dones, de 29 comitès nacionals diferents.
| - Argentina (1) - Austràlia (4) - Àustria (1) - Bèlgica (1) - Brasil (1) - Canadà (7) - Corea del Sud (1) - Egipte (4) | - Espanya (2) - Estats Units (7) - Finlàndia (1) - França (1) - Hong Kong (2) - Itàlia (2) - Japó (3) | - Kuwait (2) - Mèxic (6) - Noruega (2) - Nova Zelanda (3) - Països Baixos (1) - Portugal (1) - Regne Unit (6) | - República Dominicana (3) - RFA (4) - Síria (1) - Suècia (2) - Veneçuela (1) - R.P. de la Xina (8) - Zimbàbue (2) |

## Resum de medalles

### Categoria masculina
| Prova                       | Or            | Argent        | Bronze          |
| Trampolí de 3 m. Detalls    | Greg Louganis | Tan Liangde   | Ronald Merriott |
| Plataforma de 10 m. Detalls | Greg Louganis | Bruce Kimball | Li Kongzheng    |

### Categoria femenina
| Prova                       | Or             | Argent            | Bronze            |
| Trampolí de 3 m. Detalls    | Sylvie Bernier | Kelly McCormick   | Christina Seufert |
| Plataforma de 10 m. Detalls | Zhou Jihong    | Michelle Mitchell | Wendy Wyland      |

## Medaller
| Posició | País            | Or | Argent | Bronze | Total |
| 1       | Estats Units    | 2  | 3      | 3      | 8     |
| 2       | R.P. de la Xina | 1  | 1      | 1      | 3     |
| 3       | Canadà          | 1  | 0      | 0      | 1     |